# Villefranche-de-Lonchat
Villefranche-de-Lonchat – miejscowość i gmina we Francji, w regionie Nowa Akwitania, w departamencie Dordogne.
Według danych na rok 2009 gminę zamieszkiwały 923 osoby, a gęstość zaludnienia wynosiła 61,6 osoby/km².
Gmina Villefrance-de-Lonchat jest jedną z 90 gmin departamentu objętych apelacją winiarską Bergerac.